# Férfi összetett gyorskorcsolya az 1924. évi téli olimpiai játékokon
Az 1924. évi téli olimpiai játékokon a gyorskorcsolya férfi összetett versenyszáma a január 26-án és január 27-én megrendezett négy versenyszám összesítését jelentette.
Ez volt az egyetlen összetett gyorskorcsolya versenyszám a téli olimpiák történetében.

## Végeredmény
Az 500, 1500, 5000 és 10 000 méteres távok mindegyikén összesen 11 sportoló vett részt. A versenyszámokon eredményei alapján számított pontszámok határozták meg a végső sorrendet. Az aranyérmet a finn Clas Thunberg nyerte meg.
Az időeredmények másodpercben értendők.
| H     | Versenyző       | Nemzet              | Pont          | Idők pontszáma               | 500 m                        | 1500 m                       | 5000 m                       | 10000 m                      |
| ----- | --------------- | ------------------- | ------------- | ---------------------------- | ---------------------------- | ---------------------------- | ---------------------------- | ---------------------------- |
| Arany | Clas Thunberg   | Finnország (FIN)    | 5,5           | 198,023                      | 1,5                          | 1                            | 1                            | 2                            |
| Ezüst | Roald Larsen    | Norvégia (NOR)      | 9,5           | 199,763                      | 1,5                          | 2                            | 3                            | 3                            |
| Bronz | Julius Skutnabb | Finnország (FIN)    | 11            | 202,347                      | 4                            | 4                            | 2                            | 1                            |
| 4.    | Harald Strøm    | Norvégia (NOR)      | 17            | 203,657                      | 3                            | 5                            | 5                            | 4                            |
| 5.    | Sigurd Moen     | Norvégia (NOR)      | 17            | 203,783                      | 5                            | 3                            | 4                            | 5                            |
| 6.    | Léon Quaglia    | Franciaország (FRA) | 25            | 210,843                      | 6                            | 7                            | 6                            | 6                            |
| 7.    | Alberts Rumba   | Lettország (LAT)    | 27            | 212,637                      | 7                            | 6                            | 7                            | 7                            |
| 8.    | Leon Jucewicz   | Lengyelország (POL) | 32            | 226,400                      | 8                            | 8                            | 8                            | 8                            |
| 9.    | André Gegout    | Franciaország (FRA) | 36            | 236,023                      | 9                            | 9                            | 9                            | 9                            |
| –     | Asser Wallenius | Finnország (FIN)    | nem ért célba | 1500 méteren nem ért célba   | 1500 méteren nem ért célba   | 1500 méteren nem ért célba   | 1500 méteren nem ért célba   | 1500 méteren nem ért célba   |
| –     | George de Wilde | Franciaország (FRA) | nem ért célba | 10 000 méteren nem ért célba | 10 000 méteren nem ért célba | 10 000 méteren nem ért célba | 10 000 méteren nem ért célba | 10 000 méteren nem ért célba |